# Tinkas Weihnachtsabenteuer
Tinkas Weihnachtsabenteuer (Tinkas juleeventyr) ist eine 24-teilige dänische Fernsehserie. Es handelt sich um einen Nordischen Fernsehadventskalender mit 24 Episoden. Die Erstausstrahlung erfolgte vom 1. Dezember bis zum 24. Dezember 2017 auf dem Fernsehsender TV 2 in Dänemark. Im deutschsprachigen Raum fand die Erstausstrahlung der Weihnachtsserie vom 20. November bis zum 23. Dezember 2019 auf dem öffentlich-rechtlichen Kinderkanal KiKA statt. Es gibt zwei Ableger der Serie: Tinka und die Königsspiele (dänisch: Tinka og Kongespillet), welcher 2019 in Dänemark und 2021 in Deutschland erstausgestrahlt wurde und ein weiterer (Tinka und der Spiegel der Seele; dänisch: Tinka og sjælens spejl), welcher im Dezember 2022 in Dänemark und ein Jahr später in Deutschland erstausgestrahlt wurde.

## Handlung
In einer Zeremonie der Wichtel wird Wichtelin Tinka ein Amulett überreicht, welches ihre Aufnahme ins Reich der Wichtel symbolisieren soll. Allerdings ändert Tinkas Amulett nicht seine Farbe, wie bei den anderen Wichteln. Tinka erfährt von ihrer Mutter Nille, dass sie selbst nur zur Hälfte Wichtel ist, zur anderen Hälfte ist sie Mensch. Die Wache Bjergi hat sie am See gefunden und zu Nille gebracht. Kronprinz Fileas hat das Problem mit dem Amulett bei der Zeremonie bemerkt und lässt nicht locker bis auch er vom Ursprung Tinkas erfährt. König Gobbe stellt sich gegen Fileas, der Tinka einsperren will. Die Menschen gelten als böse, seit sie vor fast 100 Jahren den Weihnachtsstern gestohlen haben und sie nun nicht mehr die Weihnachtszeremonie mit der Entzündung des Weihnachtssterns und der Übertragung der Magie an alle Wichtel durchführen können. Damals waren die Tore zur Menschenwelt noch offen und mit den magischen Spiegeln aus den Amuletten konnte man zwischen den Welten wechseln. Danach wurden alle Spiegel zerbrochen. Als Tinkas menschliche Abstammung herauskommt, wird sie von allen Wichteln mit Misstrauen und Ablehnung bedacht. Um dennoch bei den Wichteln aufgenommen zu werden, macht Tinka sich auf in die Welt der Menschen um den Weihnachtsstern zu suchen. In ihrer Babydecke hat sie zwei noch funktionierende Spiegelscherben gefunden, welche ihr den Übertritt ermöglichen.
In der Menschenwelt ziehen Mikkel und seine Kinder Lasse und die wichtelfanatische Astrid nach Sögard, den Bauernhof von Mikkels Mutter, der Tierärztin Maja. Lasse hatte in der Stadt Probleme mit schlechten Freunden und wurde deshalb entwurzelt und aufs beschauliche Land verfrachtet. Als Lasse frustriert herumstreift, trifft er auf ein seltsam gekleidetes Mädchen das ihn mit einem Stock bedroht: Tinka. Sie bittet ihn ihr zu helfen und sie verabreden sich erneut. 
Tinka gewinnt langsam Vertrauen zu den bösen Menschen und zeigt Lasse ihre Wichtelwelt. In der Menschenwelt suchen sie vergeblich nach dem Weihnachtsstern. Aber beim Wichtelkönig Gobbe finden sie Hinweise. Gobbes Sohn Storm ist vor vielen Jahren in die Menschenwelt aufgebrochen um den Weihnachtsstern zu suchen, aber nicht wieder zurückgekehrt. Storms Freund Bjergi ist erst abweisend, erzählt dann aber, dass Storm doch nach dem Tod seiner Menschenfrau zurückgekehrt ist, aber von seinem Bruder Fileas und Ingi des Spiegels beraubt und zurück in die Menschenwelt gestoßen wurde. Bjergi hat dann unter Storms Sachen einen Säugling gefunden und zu Nille gebracht: Tinka. 
Weil König Gobbe Zweifel an der Eignung Fileas als Thronfolger hat, schickt er nach einem Neffen Fortinbras. Fileas, der seine Ohren überall hat, erfährt davon und vergiftet seinen Vater langsam. Danach lässt er Tinka suchen und hat Angst, dass Storm doch noch zurückkehrt.
Tinka und Lasse suchen in der Menschenwelt nach Storm und nach einigen Rückschlägen finden sie ihn auch. Leider hat Storm alles von den Wichteln vergessen. Sie versuchen nun alles um Storm wieder zu seinen Erinnerungen zu verhelfen. Als sie bei Storm einbrechen finden sie eine Kiste mit den Suchergebnissen von Storm. Da die Wichtel keine geschriebenen Aufzeichnungen haben, sind dies hauptsächlich Bilder und ein Buch in einer alten Schrift. Es ist das Tagebuch von Lasses Urahn, der vor 100 Jahren auf Sögard lebte. Als sie Großmutter Maja endlich festnageln können, um ihnen einige Seiten des Tagebuchs vorzulesen, erfahren sie, dass der Mensch einige Jahre pflichtgemäß auf den Wichtelkönig gewartet hat, aber dieser nicht gekommen ist. Der Weihnachtsstern muss also noch in der Wichtelwelt sein. 
Sie forschen weiter am Ort der Zeremonie, dem Turm der Einsamkeit in einem flachen See. Aber nur der König kann die magische Tür öffnen. Sie kehren mit Storm zurück und finden einen Kugelbrief, eine Aufzeichnung von Gesicht und Stimme in einer Murmel. König Ketil gibt darin zu, den Weihnachtsstern alleine entzündet zu haben. Aber er konnte ihn nicht halten und der Stern flog in den See und machte ein tiefes Loch. Lasse besorgt sich eine Taucherausrüstung und sie kehren zum See zurück. Lasse findet den Weihnachtsstern und sie kehren siegreich zurück. 
Aber Fileas hat von Tinkas Anwesenheit erfahren und passt sie mit Soldaten ab. Storm wird samt Weihnachtsstern gefangen genommen, aber Tinka und Lasse können fliehen. Fileas prahlt vor dem Rat, dass er den Weihnachtsstern aufgetrieben hat und nun König werden will. Tinka und Lasse suchen heimlich Storm im Palast und finden ihn eingesperrt unter dem Dach. Sie platzen in die Ratsversammlung und blamiern Fileas, der sich heftig windet. Aber der Rat verlangt Storm zu sehen und die Wachen schleppen ihn an. Storm wird als Thronfolger anerkannt, verschweigt aber die ganze Niedertracht seines Bruders Taten.
Beim Studium der Bilder mit der Zeremonie erfahren sie, dass die Menschen eine Scheibe beisteuern müssen, aber diese ist nicht zu finden. Astrid hat sie für ihren Adventskranz verwendet. 
Fileas bekommt Hausarrest, aber schmiedet mit Ingi weiter Pläne. Vor einer großen Ansprache betäubt er Storm und lässt ihn im Turm der Einsamkeit verschwinden. Fileas behauptet Storm sei wieder in die Menschenwelt zurückgekehrt und er solle König werden.
Fileas ist wieder an der Macht und erfährt von der Scheibe. Er zwingt Nille, sie mit ihm bei den Menschen zu suchen und findet sie. Fileas will Nille als seine Königin, aber diese ist von Mikkel angetan.
Tinka und Lasse finden Storm nicht in der Menschenwelt und suchen ihn mit seinem Hund. Auf der Fährte von Storm werden sie von Vilma entdeckt, die ihnen folgt und beobachtet wie Tinka und Lasse von Soldaten in den Turm der Einsamkeit verschleppt werden. Sie versuchen wieder auszubrechen, aber alle Versuche misslingen.
Vilma organisiert die Lehrerin Tuva und Bjergi und sie befreien die Verschwundenen, während Fileas zum König gekrönt wird. Alle hetzen zur Zeremonie und Storm kann gerade noch rechtzeitig die Krönung stoppen. Fileas verschwindet mit dem Weihnachtsstern und versucht ihn zu entzünden. Nur Tinka kann zu ihm vordringen und den Vorgang abbrechen. Fileas wird gleich in den Turm gesperrt.
An Weihnachten erzählt Lasse Mikkel von den Wichteln und bittet seine Familie ihn zur Zeremonie zu begleiten. Mikkel nimmt ihn aber nicht ernst und bleibt bei seinen Abendessenplänen. Was Magisches könne man ja auch ein anderes mal machen. Beim Weihnachtsessen lädt Lasse sie erneut ein und diesmal folgt ihm seine Familie. Als sie singend um die Scheibe stehen, gelangen sie plötzlich auf den Turm und können gemeinsam die Zeremonie durchführen. Wieder zuhause bekommen sie Besuch von König Storm, Tinka und Nille und genießen ein gemeinsames Abendessen. Ende.
Vor dem darauffolgenden Weihnachten geht die Geschichte dann in Tinka und die Königsspiele weiter.

## Hintergrund
In Dänemark wurde die Serie in einer Art Adventskalender täglich vom 1. Dezember bis zum 24. Dezember 2017 auf dem Fernsehsender TV 2 in Dänemark ausgestrahlt. In Deutschland wurde die Serie im November und Dezember 2019 beim KiKA erstausgestrahlt.
Tinkas Weihnachtsabenteuer wurde in den Gemeinden Assens und Faaborg-Midtfyn gedreht. Die Farm auf der Lasses Großmutter und später auch Tinka leben, ist ein dänischer Landsitz namens Højbogaard in der Nähe von Vester Åby. Das Dorf der Wichtel liegt in Odense und kann dort von Touristen besichtigt werden.
Der Titelsong der Serie wird von den dänischen Künstlern Burhan G und Frida Brygmann gesungen.
In Dänemark gab es auch Merchandise zu der Serie. Die insgesamt 50.000 produzierten Wichtelmützen zur Serie waren schnell ausverkauft.
Vom 1. Dezember bis 24. Dezember 2019 wurde ein Ableger der Serie, Tinka und die Königsspiele (dänisch: Tinka og Kongespillet), ausgestrahlt. Dieser beschäftigt sich mit Tinkas Schicksal im Wichtelreich zwei Jahre nach Ende der Serie. Während beispielsweise die Produzenten, der Fernsehsender TV 2 oder die Imdb Tinka und die Königsspiele als komplett neue Serie betiteln, wird Tinka und die Königsspiele in manchen Artikeln auch als zweite Staffel der Serie aufgeführt. Auf die Frage, ob es noch eine dritte Serie über Tinka geben würde, antworteten die Produzenten im Dezember 2020, dass sie zumindest darüber nachdenken eine solche zu produzieren. Diese müsse aber mindestens so gut sein, wie die anderen beiden Serien. Im April 2021 wurde der Dreh einer dritten Serie über Tinka bekannt gegeben. Die Serie mit dem Titel Tinka und der Spiegel der Seele (dänisch: Tinka og sjælens spejl) war im Dezember 2022 im dänischen Fernsehen und 2023 auf KiKA in Deutschland zu sehen.

## Besetzung und Synchronisation
Die deutschsprachige Synchronisation entstand nach den Dialogbüchern sowie unter der Dialogregie von Guido Kellershof durch die Synchronfirma Level 45 GmbH in Berlin.
| Rolle       | Schauspieler/in                | Synchronsprecher/in    | Rolle                                                                                   |
| ----------- | ------------------------------ | ---------------------- | --------------------------------------------------------------------------------------- |
| Erzähler    | Kasper Leisner                 | Wolfgang Wagner        |                                                                                         |
| Tinka       | Josephine Højbjerg             | Yamuna Kemmerling      | Halbwichtel/Halbmensch, Adoptivtochter von Nille, Tochter von Storm, Freundin von Lasse |
| Lasse       | Albert Rosin Harson            | Sebastian Kluckert     | Mensch, Sohn von Mikkel, Enkel von Maja, Bruder von Astrid, Freund von Tinka            |
| Ingi        | Ellen Hillingsø                | Martina Treger         | Kommandantin der Wachen, Vertraute von Fileas                                           |
| Storm       | Troels Lyby                    | Otto Strecker          | Wichtel, Sohn und rechtmäßiger Thronfolger von König Gobbe, Bruder von Fileas           |
| Maja        | Birthe Neumann                 | Nina Herting           | Mensch, Mutter von Mikkel, Großmutter von Lasse und Astrid, Tierärztin auf Søgaard      |
| Tuva        | Anette Støvelbæk               | Traudel Sperber        | Wichtel, Lehrerin von Tinka, Freundin von Nille                                         |
| Nille       | Neel Rønholt                   | Mareile Moeller        | Wichtel, Schneiderin und Adoptivmutter von Tinka                                        |
| Iben        | Mia Lyhne                      | Vera Teltz             | Mensch, Tierarztkollegin von Maja                                                       |
| Mikkel      | Martin Bo Lindsten             | Felix Spieß            | Mensch, Sohn von Maja, Vater von Lasse und Astrid                                       |
| König Gobbe | Lars Knutzon                   | Bodo Wolf              | Wichtelkönig, Vater von Storm und Fileas                                                |
| Bjergi      | Paw Henriksen                  | Sven Fechner           | Wichtel, Wachmann, Freund von Storm und Nille                                           |
| Astrid      | Rosita Nellie Holse Gjurup     | Juliana Götz           | Mensch, Tochter von Mikkel, Enkelin von Maja, Schwester von Lasse                       |
| Fileas      | Christian Tafdrup              | Sven Gerhardt          | Wichtel, Kronprinz, Sohn und Mörder von König Gobbe, Bruder von Storm                   |
| Skir        | Hadi Ka-Koush                  | Manolo Palma           | Wichtel, Berater des Königs, Hüter der Zeremonien und Gesetze                           |
| Vilma       | Esther Marie Boisen Berg       | Sophie Lechtenbrink    | Wichtel, Beste Freundin von Tinka                                                       |
| Horn        | Vincent Groos                  | Linus Drews            |                                                                                         |
| Mark        | Arthur Valdemar van Berckelaer | Julian Tennstedt       |                                                                                         |
| Birk        | Hircano Soares                 | Philipp Stiegemann     |                                                                                         |
| Ivan        | Martin Høgsted                 | Steven Merting         |                                                                                         |
| Aamund      | Peter Gantzler                 | Mathias Kunze          | Wichtel, Ratsmitglied, Führer der Nordländer                                            |
| Tusnelda    | Frida Luna Roswall Mattson     | Alice Bauer            |                                                                                         |
| König Ketil | Christian Grønvall             | Hans-Jürgen Dittberner | Wichtelkönig vor 100 Jahren, der den Weihnachtsstern verloren hat                       |
| Fortinbras  | Morten Christensen             | Steven Merting         | Wichtel, Vetter von König Gobbe und alternativer Thronfolger                            |

## Episoden
| Nr. | Deutscher Titel               | Originaltitel         | Erstausstrahlung (DK) | Deutschsprachige Erstausstrahlung (D) | Regie           | Drehbuch                                                                |
| --- | ----------------------------- | --------------------- | --------------------- | ------------------------------------- | --------------- | ----------------------------------------------------------------------- |
| 1   | Das Amulett                   | Amuletten             | 1. Dez. 2017          | 20. Nov. 2019                         | Mogens Hagedorn | Flemming Klem & Christian Gamst Miller-Harris                           |
| 2   | Wichtel aus Søgaard           | Nisser på Søgaard     | 2. Dez. 2017          | 21. Nov. 2019                         | Mogens Hagedorn | Flemming Klem, Christian Gamst Miller-Harris & Ina Bruhn                |
| 3   | Das alte Portal               | Den gamle portal      | 3. Dez. 2017          | 22. Nov. 2019                         | Mogens Hagedorn | Flemming Klem, Christian Gamst Miller-Harris & Ina Bruhn                |
| 4   | Wahre Freunde                 | Rigtige venner        | 4. Dez. 2017          | 25. Nov. 2019                         | Mogens Hagedorn | Flemming Klem, Christian Gamst Miller-Harris & Ina Bruhn                |
| 5   | Ein unerwartetes Treffen      | Et uventet møde       | 5. Dez. 2017          | 26. Nov. 2019                         | Mogens Hagedorn | Flemming Klem, Christian Gamst Miller-Harris, Ina Bruhn & Carina Kamper |
| 6   | Ein Schweinchen namens Øffert | Øffert                | 6. Dez. 2017          | 27. Nov. 2019                         | Mogens Hagedorn | Flemming Klem, Christian Gamst Miller-Harris, Ina Bruhn & Carina Kamper |
| 7   | Besuch bei den Wichteln       | Besøg hos nisserne    | 7. Dez. 2017          | 28. Nov. 2019                         | Mogens Hagedorn | Flemming Klem, Christian Gamst Miller-Harris, Ina Bruhn & Carina Kamper |
| 8   | Die Wichtelmütze              | Nissehuen             | 8. Dez. 2017          | 28. Nov. 2019                         | Mogens Hagedorn | Flemming Klem & Christian Gamst Miller-Harris                           |
| 9   | Prinz Storm                   | Storm                 | 9. Dez. 2017          | 2. Dez. 2019                          | Mogens Hagedorn | Flemming Klem & Christian Gamst Miller-Harris                           |
| 10  | Das erste Treffen             | Det første møde       | 10. Dez. 2017         | 3. Dez. 2019                          | Mogens Hagedorn | Flemming Klem & Lasse Kyed Rasmussen                                    |
| 11  | Auf der Suche nach Falkhøj    | På sporet af Falkhøj  | 11. Dez. 2017         | 4. Dez. 2019                          | Mogens Hagedorn | Flemming Klem & Lasse Kyed Rasmussen                                    |
| 12  | Die Weihnachtssterne          | Julestjernerne        | 12. Dez. 2017         | 5. Dez. 2019                          | Mogens Hagedorn | Flemming Klem & Lasse Kyed Rasmussen                                    |
| 13  | Der Lucia-Umzug               | Lucia                 | 13. Dez. 2017         | 6. Dez. 2019                          | Mogens Hagedorn | Flemming Klem & Lasse Kyed Rasmussen                                    |
| 14  | Das Tagebuch                  | Dagbogen              | 14. Dez. 2017         | 9. Dez. 2019                          | Mogens Hagedorn | Flemming Klem & Lasse Kyed Rasmussen                                    |
| 15  | Die Hand des Königs           | Kongens hånd          | 15. Dez. 2017         | 10. Dez. 2019                         | Mogens Hagedorn | Flemming Klem & Lasse Kyed Rasmussen                                    |
| 16  | Das alte Lied                 | Den gamle sang        | 16. Dez. 2017         | 11. Dez. 2019                         | Mogens Hagedorn | Flemming Klem & Ina Bruhn                                               |
| 17  | Ein unerwarteter Brief        | Et uventet brev       | 17. Dez. 2017         | 12. Dez. 2019                         | Mogens Hagedorn | Flemming Klem & Ina Bruhn                                               |
| 18  | In tiefen Gewässern           | På dybt vand          | 18. Dez. 2017         | 13. Dez. 2019                         | Mogens Hagedorn | Flemming Klem & Ina Bruhn                                               |
| 19  | Der Kronprinz                 | Kronprinsen           | 19. Dez. 2017         | 16. Dez. 2019                         | Mogens Hagedorn | Flemming Klem & Christian Gamst Miller-Harris                           |
| 20  | Die verschwundene Scheibe     | Det forsvundende hjul | 20. Dez. 2017         | 17. Dez. 2019                         | Mogens Hagedorn | Flemming Klem & Christian Gamst Miller-Harris                           |
| 21  | Blutsbrüder                   | Broderskål            | 21. Dez. 2017         | 18. Dez. 2019                         | Mogens Hagedorn | Flemming Klem & Christian Gamst Miller-Harris                           |
| 22  | Das Netz spannt sich          | Nettet strammes       | 22. Dez. 2017         | 19. Dez. 2019                         | Mogens Hagedorn | Flemming Klem & Lasse Kyed Rasmussen                                    |
| 23  | Das Wichtelherz               | Nisse i hjertet       | 23. Dez. 2017         | 20. Dez. 2019                         | Mogens Hagedorn | Flemming Klem & Lasse Kyed Rasmussen                                    |
| 24  | Die Magie der Wichtel         | Nissernes magi        | 24. Dez. 2017         | 23. Dez. 2019                         | Mogens Hagedorn | Flemming Klem & Lasse Kyed Rasmussen                                    |

## Rezeption
Während die Serie insbesondere in Skandinavien sehr erfolgreich war, fielen die Kritiken dennoch sehr gemischt aus.
Otto Lerche Kristiansen von Dagbladet Information findet, dass sich die Serie stark an der Harry Potter Saga orientiere. Jedoch sei Tinkas Weihnachtsabenteuer nicht ganz so gut wie diese, da die Serie sehr vorhersehbar sei.
Karen Dyssel vom Kristeligt Dagblad gibt der Serie zwei von sechs Sternen. Die Nöte der Jugend, die Wurzellosigkeit und die Angst, nicht dazuzugehören, würden ohne viel Liebe oder Respekt für die Generation dargestellt. Die wohlmeinenden erwachsenen Zeigefinger seien immens erhoben. Kleinere Kinder bekämen ein Abenteuer über Wichtel, Weihnachten und den Übergang vom Kind zum Erwachsenenalter zu sehen. Die insgesamt guten schauspielerischen Leistungen würden nichts an der Tatsache ändern, dass Tinkas Weihnachtsabenteuer weder Weisheit noch Aufrichtigkeit enthalte.

## Auszeichnungen und Nominierungen
Robert (Dänischer Film- und Fernsehpreis)
- 2018: Auszeichnung für Best Short-Format TV Series (Rasmus Kastberg, Flemming Klem, Mogens Hagedorn)
- 2018: Nominiert für Best Supporting Actor – TV Series (Christian Tafdrup)[15]